# François II Limosin
François II Limosin est un peintre émailleur français des XVIe – XVIIe siècles, né en 1554 (cette date est donnée comme étant celle de sa naissance, ce qui est improbable) à Limoges, mort en 1646.

## Biographie
On sait qu'il est le neveu de Léonard II et son cohéritier dans la succession des biens de Léonard I, son grand oncle, et de Martin son grand-père. Ses émaux sont signés tantôt François Limosin, tantôt F.L. Il subit moins que ses oncles Jehan II et Léonard II l'influence des de Court. Il reproduit fréquemment des sujets de Virgile Solis et d'Étienne Delaune. Ses émaux, rehaussés d'or ou posés sur paillon, sont souvent couchés sur des fonds violé foncé, et de fines hachures accusent le modelé. Six plaques, conservées au Musée du Louvre, attribuées à un François III, mort avant 1646, sont vraisemblablement de sa main.

## Œuvres signées
Parmi ses œuvres classées, on mentionne:
plaque rectangulaire (1633): Neptune sur les flots.
plaque ovale: Orion percé de flèches par Apollon.
plaque ovale: Psyché implorant Vénus.
plaque ovale: Orphée devant Pluton et Proserpine.
plaque ovale montée en cuivre doré pour servir de revers à un miroir:Vénus et l'Amour.